# Xouaxange
Xouaxange è un comune francese di 355 abitanti situato nel dipartimento della Mosella nella regione del Grand Est.

## Società

### Evoluzione demografica
Abitanti censiti